# Леопольд Шенк
Самуель Леопольд Шенк (нім. Leopold Schenk; 23 серпня 1840 — 17 серпня 1902) — угорсько-австрійський ембріолог єврейського походження. 
Автор значної кількості праць з ембріології, у тому числі підручника з ембріології. Його теорія визначення статі викликала багато жорсткої критики; проти неї висловилися такі відомі науковці як Рудольф Вірхов, Вільгельм Ру, Мунк Герман та інші.

## Біографія
Шенк народився в бідній єврейській родині, на півночі Угорщини в селі Урмень. Закінчив школу в Будапешті та пізніше вивчав медицину у Віденському університеті, здобувши ступінь доктора медицини в 1865 році. Став асистентом професора Брюке в інституті фізіології та опублікував серію праць «Sitzungsberichte der Akademie der Wissenschaften» (укр. Праці Академії наук) на такі теми, як ембріологія серця та плевральна і перикардіальна порожнини. 
У 1869 році призначений викладачем еволюційної теорії — фізіології продовження роду та розвитку — а в 1873 році заснована нова кафедра ембріології, і він став її доцентом. Через рік Шенк опублікував свій «Lehrbuch der vergleichenden Embryology der Wirbeltiere» (укр. Підручник з порівняльної ембріології хребетних). Дуже скоро навколо нього стало багато студентів і відвідувачів, і він набув популярності у Відні. Опублікував результати дослідження в журналі «Mitteilungen aus dem k.k. Institute fur Embryologie der Universitat Wien» (укр. Повідомлення Імперського королівського інституту ембріології у Відні). 
У 1878 році Шенк був першим, хто спробував штучно запліднити яйцеклітину ссавців за допомогою яйцеклітин кролика.
У 1885 році опубліковано «Grundriss der normalen Histologie des Menschen» (укр. Нарис нормальної гістології людини), а потім «Grundriss der Bakteriologie» (укр. Нарис бактеріології), згодом опублікований у США як «Посібник з бактеріології для лікарів, які практикують, і студентів». 

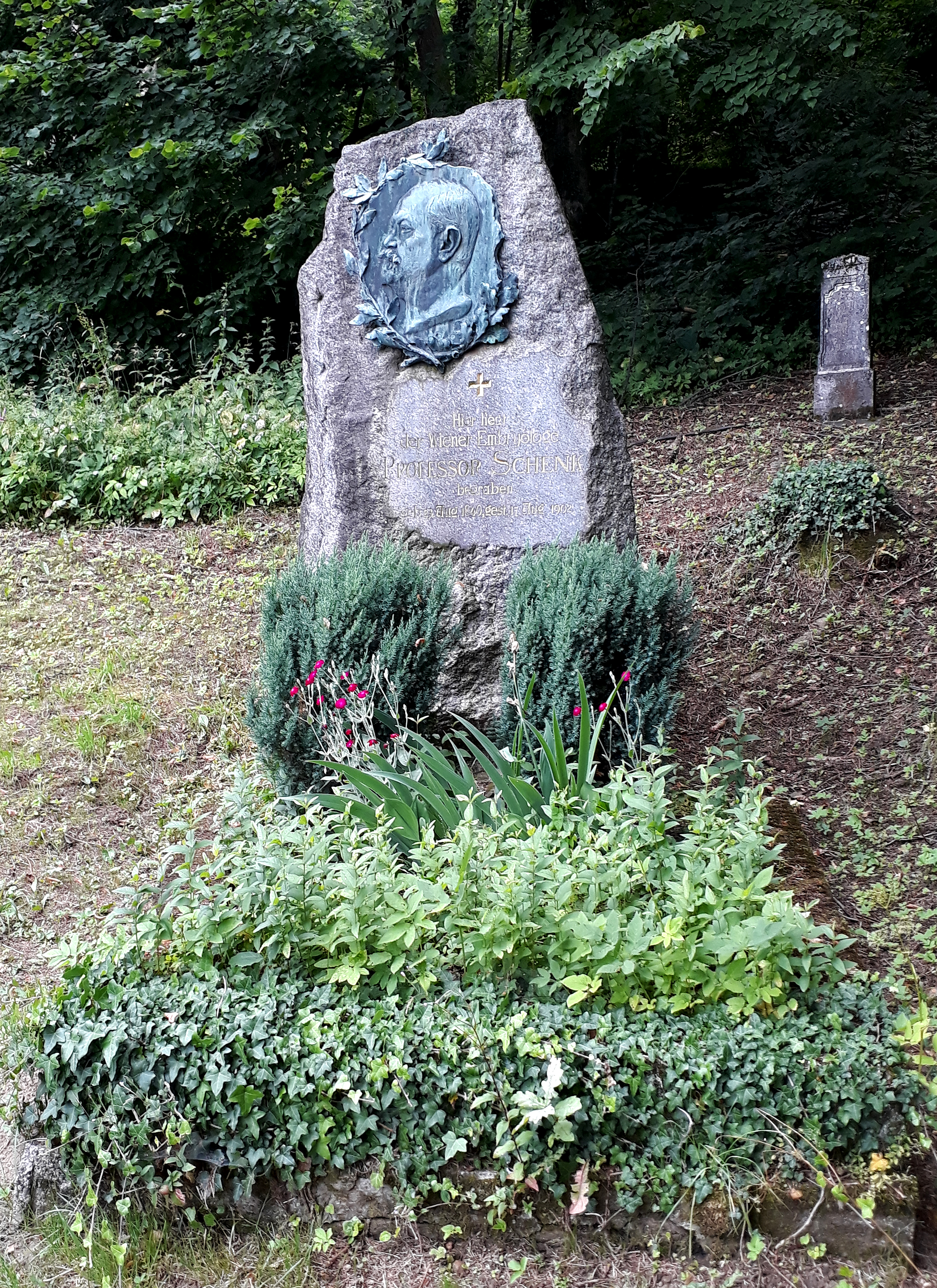
Могила Шенка у Шванберзі.

У 1896 році остаточно став професором, але через два роки відбувся його розрив з кафедрою після публікації нової книги «Uber den Einfluss auf das Geschlechtsverhaltnis» (укр. Про вплив на співвідношення статей), яка з'явилася в 1898 році в Магдебурзі разом із теорією Шенка на передній обкладинці. У книзі Шенк озвучив нову методику визначення статі, стверджуючи, що стать дитини залежить від харчування матері під час вагітності. У книзі також пояснюються гіпотези щодо впливу особливої дієти матері до зачаття, особливо цукрів і вуглеводів. Пізніше він розширив свої ідеї, включивши вплив після зачаття на здоров'я та майбутнє життя її дитини. Книга спричинила скандал, а теорія зустріла жорстку критику свого часу від таких колег Шенка, як Вірхов, і в 1900 році Леопольд залишив свою посаду в університеті. 
Попри опозицію до своєї теорії, він до кінця свого життя рішуче дотримувався власних переконань, стверджуючи, що не тільки можна визначити стать майбутньої дитини, але й що спеціальним харчуванням можливо розвинути особливі риси дитини. Його останньою книгою стала «Lehrbuch der Geschlechtsbestimmung» (укр. Підручник з визначення статі), тоді як мемуари з'явилися в тому ж 1900 році «Aus meinem Universitatsleben» (укр. З мого життя в університеті).
Помер у Шванберзі 17 серпня 1902 року у віці 61 року.

## Особисте життя
Він є дідусем актора Отто Шенка і провів багато десятиліть у Шванберзі зі своєю родиною влітку. Його могила знаходиться над церквою на старому занедбаному кладовищі, а пам’ятний камінь вшановує його.

## Пам'ять
У 1934 році його ім'ям було названо вулицю в 14-му окрузі Відня — Пенцінг.

## Праці
- Das Säugethierei künstlich befruchtet außerhalb des Mutterleibes. In: Mitteilungen des Embryologischen Institutes der K.K. Universität Wien 1, 1878, 107.
- Grundriss der Bakteriologie für Ärzte und Studierende, Wien, 1893.
- Einfluss auf das Geschlechtsverhältnis, Magdeburg, 1898.
- Schenk’s Theory: The Determination of Sex, Chicago, 1898.